# Spalangia endius
Spalangia endius är en stekelart som beskrevs av Walker 1839. Spalangia endius ingår i släktet Spalangia och familjen puppglanssteklar. Arten är reproducerande i Sverige. Inga underarter finns listade i Catalogue of Life.